# Fabienne Galula
 (juin 2019).
Pour les articles homonymes, voir Galula.
Fabienne Galula est une actrice française.

## Biographie
Après Hypokhâgne et Khâgne, elle rejoint le cours de Jean Périmony, Pierre Palmade dit d’elle qu'elle « était drôle sans s’en rendre compte »[réf. nécessaire].

## Filmographie

### Télévision
- 2007 : La Femme et le Pantin (téléfilm) : Sophie
- 2008 : P.J. (série télévisée), épisodes Virage et Enfants errants : Claire Cayatte
- 2008 : Braquage en famille (téléfilm) : la journaliste 4
- 2009 : Joséphine, ange gardien (série télévisée), épisode Le Frère que je n'ai pas eu : la patiente
- 2010 : Boulevard du Palais (série télévisée), épisode  Au cœur du piège : Mme Givray
- 2011 : Julie Lescaut (série télévisée), épisode Les Risques du métier : Maria
- 2011 : Le jour où tout a basculé (série télévisée), épisode On a volé mes enfants (Voleur d'enfants) : Pauline
- 2013 : Y'a pas d'âge (série télévisée), épisodes Pour organiser une soirée pyjama et Pour accueillir un tournage : Marie-Claudine
- 2014 : Le juge est une femme (série télévisée), épisode Les Dessous du palais : Béatrice Chapuis
- 2014 : Enfin te voilà ! (série télévisée), épisode 19
- 2016 : L'Entreprise (téléfilm) : la présidente du conseil
- 2017 : Section de recherches (série télévisée), épisode  Prêt à tout : Lisa Lecoeur
- 2018 : Sagesse2rue (Tales4Today) (série télévisée), épisodes La Dette et Une main tendue : la femme charitable
- 2018 : Dix pour cent (série télévisée), épisode Virginie et Ramzy : journaliste
- 2021 : 100 % bio de Fabien Onteniente : Sandrine Leroy
- 2021 : Rebecca de Didier Le Pêcheur : Claire Cholet

### Cinéma

#### Longs métrages
- 2014 : Tu veux... ou tu veux pas de Tonie Marshall : Annie, à la réunion des addicts
- 2014 : Les Vacances du petit Nicolas de Laurent Tirard : Mme Leguano
- 2016 : Ma famille t'adore déjà ! de Jérôme Commandeur : Marie-Annick, la boulangère
- 2016 : Un homme à la hauteur de Laurent Tirard : vendeuse du magasin pour enfants
- 2016 : Lolo de Julie Delpy : Solange
- 2018 : Première Année de Thomas Lilti : gardienne d'immeuble
- 2018 : Le Retour du héros de Laurent Tirard : Eugénie
- 2018 : Le Doudou de Julien Hervé et Philippe Mechelen : Léa, la concierge
- 2020 : Papi Sitter de Philippe Guillard : la directrice du lycée
- 2020 : Cinquième Set de Quentin Reynaud : Chloé Delorme
- 2020 : Le Discours de Laurent Tirard : la maman de Justin
- 2021 : Cette musique ne joue pour personne de Samuel Benchetrit : Membre troupe de théâtre
- 2021 : Les Olympiades de Jacques Audiard : La directrice centre d'appels
- 2021 : Mes très chers enfants d'Alexandra Leclère : Patronne restaurant
- 2022 : J'adore ce que vous faites de Philippe Guillard : Alex Granget
- 2022 : Irréductible de Jérôme Commandeur : Adjointe mairie
- 2022 : Juste ciel ! de Laurent Tirard : Femme accueil Ehpad
- 2023 : Pour l'honneur de Philippe Guillard : Claudine Savignac
- 2023 : L'Arche de Noé de Bryan Marciano : La juge
- 2023 : Je ne suis pas un héros de Rudy Milstein : la pharmacienne
- 2023 : Noël Joyeux de Clément Michel : Directrice des Tilleuls
- 2024 : Les Cadeaux de Raphaële Moussafir et Christophe Offenstein : Vendeuse magasin de jouets
- 2024 : Jamais sans mon psy d'Arnaud Lemort : Cathy

#### Courts métrages
- 1999 : After Shave de Noël Mitrani : la bourgeoise
- 2006 : Chippendale Barbecue : Stéphanie
- 2006 : Hold Up : la boulangère
- 2011 : La Téléformation : femme de ménage
- 2011 : Rendez-vous : Fabienne

## Théâtre
- Le Cri de la feuille, pièce co-écrite avec Fabrice Felzinger[1]
- La Comédie de la passerelle
- Nos amis les bobos
- Le Système Ribadier
- Simplement complexe
- La Maîtresse en maillot de bain, dont elle est l'auteure[2],[3]
- Mais n'te promène donc pas toute nue
- La Leçon